# Zuigerplasbos
Het Zuigerplasbos is een natuurgebied van 290 hectare in de Nederlandse gemeente Lelystad. Het gebied ligt tussen de Hanzelijn aan de oostzijde, een golfterrein aan de westzijde, volkstuinen en sportvelden aan de zuidzijde en de N302 aan de noordzijde.

## Geschiedenis
Tijdens de drooglegging van Oostelijk Flevoland ontstond door zandwinning ten behoeve van de dijkaanleg de Zuigerplas. Rond deze plas werd vanaf 1964 bos aan gelegd. Het Zuigerplasbos kreeg daarna een recreatieve functie voor Lelystad. Het Zuigerplasbos behoort - samen met het Gelderse Hout ten oosten van Lelystad, het Hollandse Hout ten zuidwesten van Lelystad en het Visvijverbos ten noordoosten van Lelystad - tot de stadsbossen van Lelystad. Het gebied wordt beheerd door Staatsbosbeheer.

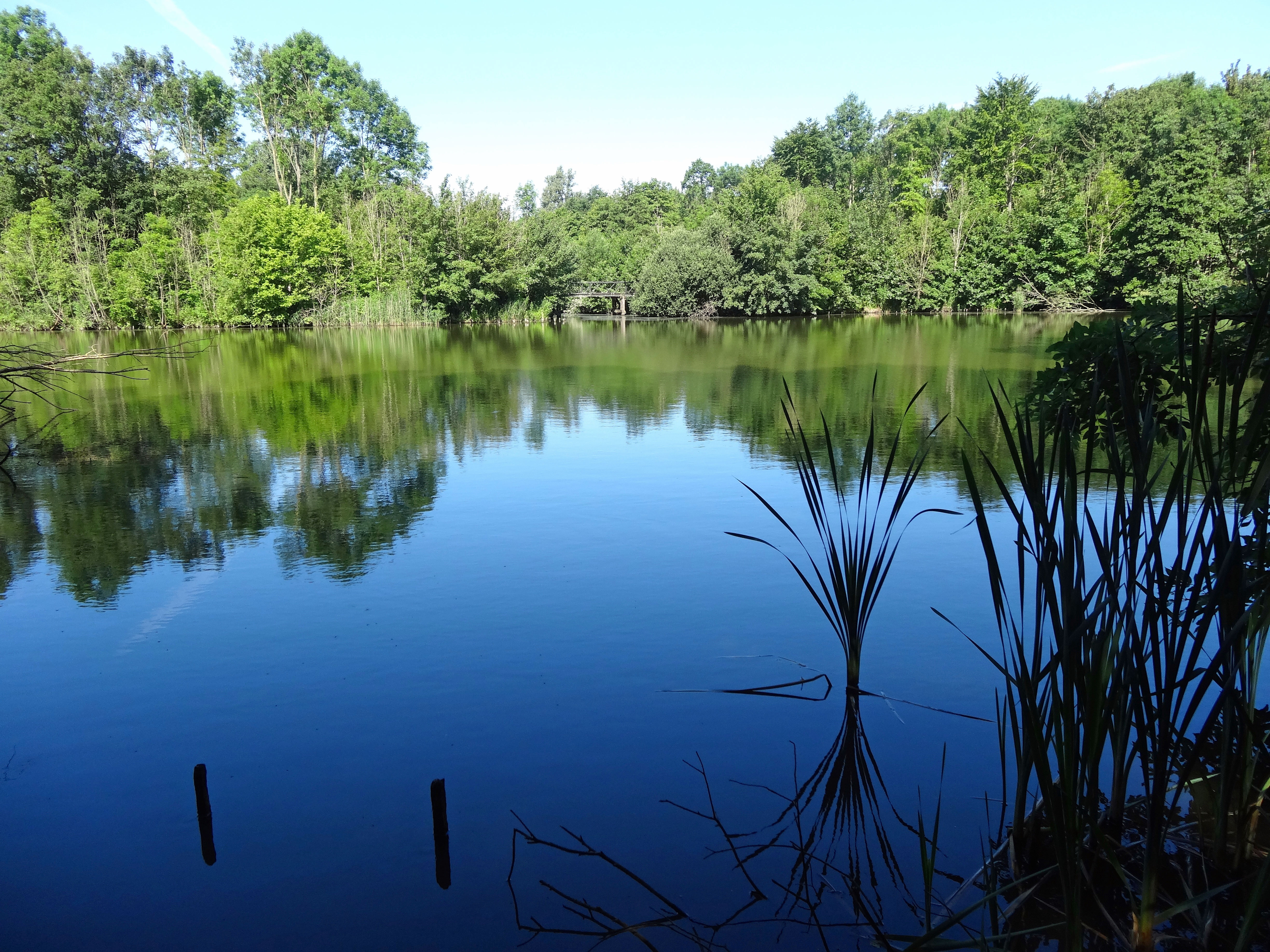
zuidwestelijke oever Zuigerplas